# 江野澤愛美
江野澤愛美（1996年11月1日—）是日本時裝模特兒、女演員。原為雜誌《SEVENTEEN》《PICHILEMON》的專屬模特兒。現為non-no的專屬模特兒。

## 經歷
- 在『AVEX 演員・藝人・模特兒選拔』中合格，隸屬於AVEX MANAGEMENT INC.。
- 2008年開始擔任《PICHILEMON》的專屬模特兒。2013年4月號畢業。同年7月，成為《SEVENTEEN》專屬模特兒。
- 從2017年12月1日發行的《SEVENTEEN》2018年1月號中畢業[1]。並從2018年3月號開始成為non-no的專屬模特兒[2]。

## 出演

### 電視
- Sweet Answer（2010年 - 、NHK教育頻道）
- HIRUNANDESU!（2017年7月21日、日本電視台）

### 網路
- イマっぽTV（2017年4月7日 - 、AbemaTV）星期五固定MC

### 電影
- 年年歲歲（2009年）飾演 川野みずき
- 女孩物語（2009年）飾演 マナ
- 深海獸雷牙（2009年）飾演 江戸あかり
- 長大成人的夏天（2010年）飾演 桃子
- 藏在心中的惡魔（2017年）飾演 小田切詩乃
- 羊與狼的戀愛和殺人（日语：穴殺人#映画）（2019年）飾演 川崎春子

### 廣告
- LIXIL住宅研究所 FiACE HOME（2008年4月 - ）
- 早稻田ACADEMY（2008年）

### 舞台劇
- 東京俳優市場2009夏「灯（ひだま）にねがいを」（2009年）
- 東京俳優市場2010春「本当の恋の見つけ方」（2010年）

## 脚注
1. ↑  江野沢愛美「Seventeen」卒業を発表 （页面存档备份，存于）
 - モデルプレス、2017年11月3日
2. ↑  江野沢愛美「non-no」専属モデルに抜擢 （页面存档备份，存于） - モデルプレス、2017年12月19日

## 雜誌
- PICHILEMON（2008年 - 2013年4月號）專屬模特兒
- SEVENTEEN（2013年7月號 - 2018年1月號）專屬模特兒
- non-no（2018年3月號 - ）專屬模特兒

## 外部連結
- 江野澤愛美的X（前Twitter）
- 江野澤愛美 에노사와 마나미的Instagram帳戶